# ČSK Vyšehrad 1907
ČSK Vyšehrad 1907 (celým názvem: Český sportovní klub Vyšehrad 1907) byl československý klub ledního hokeje, který sídlil v pražském Vyšehradě. V roce 1924 se klub zúčastnil Mistrovství ČSR, konané pod záštitou Kanceláře prezidenta republiky. Klub došel až do finále, kde ovšem podlehl pražské Slavii vysoko 17:0.

## Přehled ligové účasti
Stručný přehled
Zdroj: 
- 1924: Mistrovství ČSR (1. ligová úroveň v Československu)
- 1932–1936: Mistrovství I. třídy (amatérská soutěž v Československu)[4][5][6][7]
- 1936–1937: Středočeská divize (2. ligová úroveň v Československu)[8]
- 1937–1938: Mistrovství I. A třídy (amatérská soutěž v Československu)[9]
- 1938–1939: Mistrovství I. B třídy – sk. Sever (amatérská soutěž v Československu)[10]
- 1939–1940: Mistrovství I. B třídy – sk. Západ (amatérská soutěž v Protektorátu Čechy a Morava)[11]
- 1940–1942: Mistrovství I. B třídy – sk. C (amatérská soutěž v Protektorátu Čechy a Morava)[12][13]
- 1942–1943: Mistrovství I. A třídy – sk. Roudnice (amatérská soutěž v Protektorátu Čechy a Morava)[14]
- 1943–1944: Mistrovství I. A třídy – sk. Říčany (amatérská soutěž v Protektorátu Čechy a Morava)[15]